# Un pugno di sabbia/Io non sono io
Un pugno di sabbia/Io non sono io è il 12° singolo dei Nomadi pubblicato nell'aprile del 1970 in Italia dalla Columbia. Fu il loro ultimo singolo monofonico.

## Descrizione
Il lato A del singolo contiene il brano Un pugno di sabbia, composto da Roberto Soffici e Claudio Daiano, che gareggiò al programma Un disco per l'estate 1970, vincendo nella sezione gruppi e classificandosi al quarto posto nella graduatoria finale. Venne inserito nell'album Mille e una sera del 1971.
Nel 1977 esce su singolo, con la voce di Augusto Daolio, e successivamente viene ripubblicata in numerose raccolte antologiche e dal vivo. Il lato B contiene il brano Io non sono io.

## Tracce
Lato A
1. Un pugno di sabbia – 3:00 (Claudio Daiano, Piero Soffici, Roberto Soffici, Angel Gatti)

Lato B
1. Io non sono io – 2:32 (Beppe Carletti, Carlo Alberto Contini, Dembrao Gilocchi)